# 刀片电池
刀片电池是比亚迪开发的一款电车用锂离子电池。刀片电池的电芯包括电池包和方块电池两种。

## 电池结构
刀片电池通过将电芯直接装入电池包的方式，避免了电池模组的中间部件，从而达到提升电池包能量密度和总容量的效果。截止2024年，刀片电池主要采用磷酸铁锂电芯。

## 历史
2020年3月，比亚迪宣布其研发的刀片电池已通过针刺测试。
2024年1月，因为担心电解质泄露的问题，比亚迪宣布停止在刀片电池中使用电池包技术。